# Trioceros montium
Trioceros montium là một loài thằn lằn trong họ Chamaeleonidae. Loài này được Buchholz mô tả khoa học đầu tiên năm 1874.

## Hình ảnh

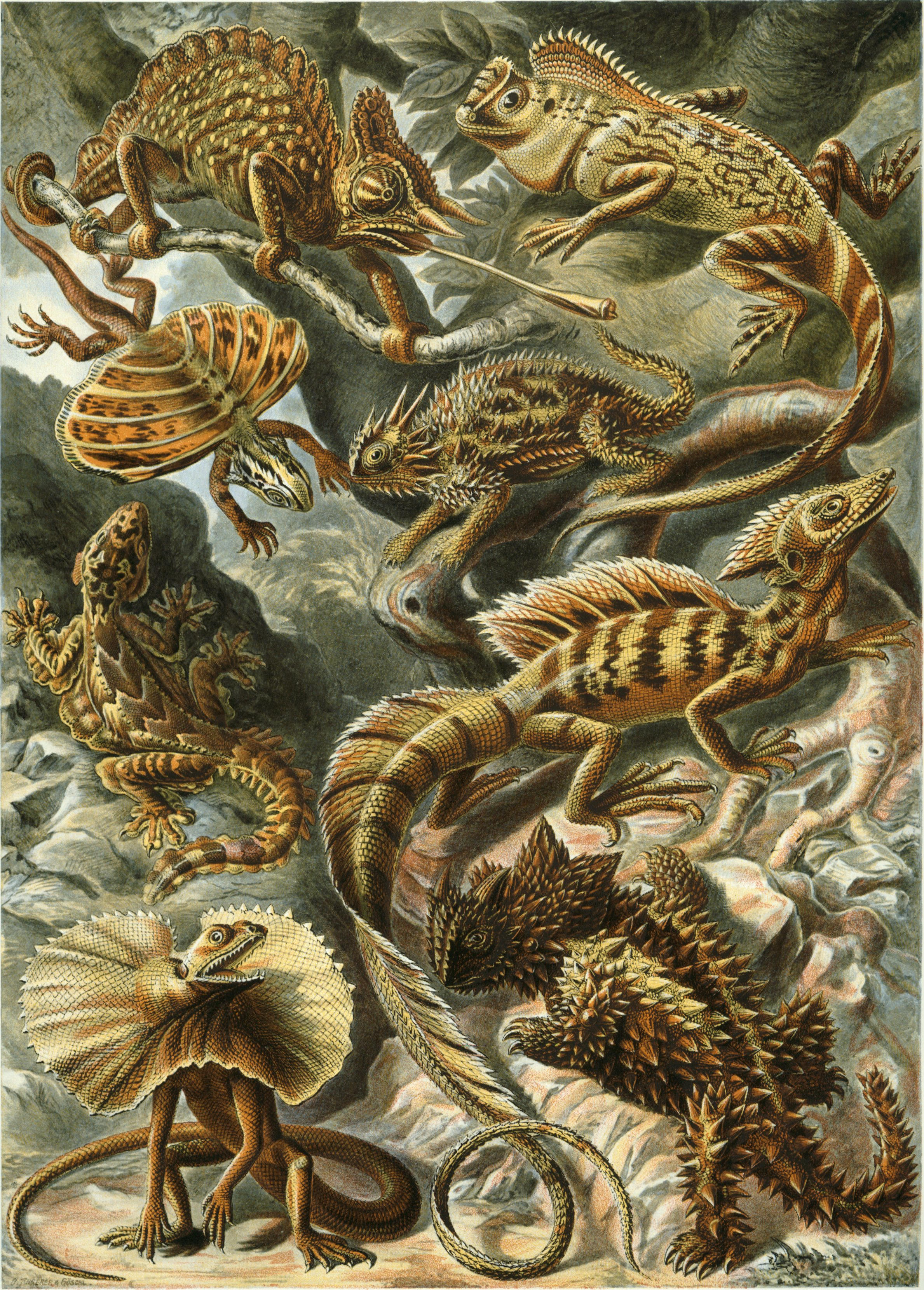